# Kalocorinnis
Kalocorinnis is een geslacht van Phasmatodea uit de familie Prisopodidae. De wetenschappelijke naam van dit geslacht is voor het eerst geldig gepubliceerd in 1944 door Günther.

## Soorten
Het geslacht Kalocorinnis omvat de volgende soorten:
- Kalocorinnis pulchella (Haan, 1842)
- Kalocorinnis wegneri Bragg, 1995